# Donnaha (Carolina del Norte)
Donnaha (a veces llamado  Donnaha Station)  es una pequeña área no incorporada ubicada del condado de Forsyth  en el estado estadounidense de Carolina del Norte.